# Eleiotis rottleri
Eleiotis rottleri är en ärtväxtart som beskrevs av Robert Wight och George Arnott Walker Arnott. Eleiotis rottleri ingår i släktet Eleiotis och familjen ärtväxter. IUCN kategoriserar arten globalt som sårbar. Inga underarter finns listade i Catalogue of Life.